# Anomaloglossus dewynteri
Anomaloglossus dewynteri é uma espécie de anfíbio anuro da família Aromobatidae. Está presente na Guiana Francesa.